# Dušikasta kiselina
Dušikasta kiselina (HNO2) je nepostojana, slaba kiselina, stabilna jedino u hladnoj razrijeđenoj vodenoj otopini.

## Osobine
Zagrijavanjem se raspada na dušičnu kiselinu i dušikov monoksid (NO), odnosno smjesu dušikovih oksida (NO i NO2). Soli dušikaste kiseline, nitriti, znatno su stabilnije, a pripravljaju se zagrijavanjem nitrata.
Dušikasta kiselina katalizira oksidaciju alkohola i može uzrokovati snažne eksplozije. Takva se autokatalitička reakcija može usporiti dodatkom uree koja razara dušikastu kiselinu u času njihova nastajanja.

## Dobivanje
Pripravlja se uvođenjem smjese dušikovih oksida i dioksida u vodu.
Kod reakcije dušikaste kiseline s alkoholima dolazi i do djelomične redukcije, pa nastaje dušikasta kiselina.

## Soli
Najpoznatija je sol natrijev nitrit (NaNO2) koji je, kao i svi ostali nitriti, osim srebrovog nitrita, topljiv u vodi. Rabi se pri termičkoj obradi željeza i u organskoj sintezi pri dobivanju diazonijevih soli.